# W3m
w3m je webový prohlížeč pracující v textovém uživatelském rozhraní (tedy konkurent Linksu a Lynxu). Je naprogramovaný v Céčku a dostupný pro systémy unixového typu (Linux, Solaris, OpenBSD,...) i pro OS/2 a pomocí Cygwinu i pro Microsoft Windows. Uvolněný je pod licencí MIT, jedná se tedy o svobodný software.
Podporuje mimo jiné SSL/TLS (od roku 1999), tabulky a rámy. Také patří mezi textové prohlížeče omezeně podporující barevné terminály. Naproti tomu vůbec nepodporuje mj. JavaScript.